# Jabłuszko (piosenka)
Jabłuszko, ros. Яблочко – rosyjska piosenka folkowa oraz taniec w stylu czastuszka, często wykonywany jako taniec marynarski.

## Piosenka
Powstała na podstawie ludowej ukraińskiej przyśpiewki Oj Jabłoczko, stąd pierwotnie popularna była na ziemiach ukraińskich.
W rzeczywistości nie ma jednej piosenki o tej nazwie, znane są liczne teksty, a ich wspólnymi elementami są tylko melodia oraz wersety rozpoczynające się od słów „Эх, яблочко..." (och jabłuszko...). Utwór znany jest z wielu wersji tekstu powstałych w okresie rosyjskiej wojny domowej, obecny po stronie bolszewików, białych, jak i anarchistów. Ze względu na swoją prostotę, często zamiana dwóch bądź jednego słowa prowadziła do zupełnie innej interpretacji piosenki pod kątem politycznym.
„Jabłuszko” było przez długi czas popularną pieśnią żeglarską, choć z czasem przekształciło się również w taniec marynarski.

## Wybrane wykonania
- Chór Piatnickiego – Эх Яблочко!
- Władimir Tołokonnikow w filmie Psie Serce z 1988
- Mongoł Szuudan – Яблочко (2003)
- Leningrad – Эх яблочко (2007)[7]
- Anarcho-Grup GraBlia – Эх Яблочко (2013)[8]
- Otawa Jo – Яблочко (2013)
- Burjonka Dasza – Яблочко (2018)[9]